# Sergio Pelegrín
Sergio Pelegrín López (ur. 18 kwietnia 1979 w Barcelonie) – hiszpański piłkarz występujący na pozycji obrońcy w Elche CF.